# Chalceus
Chalceus ist eine Gattung großer, schlanker Salmler aus Südamerika. Chalceus-Arten kommen im tropischen Südamerika östlich der Anden im Stromgebiet des Amazonas und in Guayana vor. 

## Merkmale
Chalceus-Arten werden 20 bis 25 Zentimeter lang. Ihr Körper ist langgestreckt, die große Schwanzflosse tief gegabelt, mit einem unteren Schwanzlossenlobus, der oft etwas größer ist. Auffälligstes Gattungkennzeichen ist die besondere Beschuppung. Oberhalb der Seitenlinie, die relativ tief an den Seiten liegt, gibt es drei Reihen sehr großer Schuppen, unterhalb sind die Schuppen sehr viel kleiner und zahlreicher. Im deutschen werden die Süßwasserfische auch Glanzsalmler oder Südamerikanische Großschuppensalmler (vgl. Afrikanischer Großschuppensalmler) genannt. Die Rückenflosse ist kurz und liegt hinter der Körpermitte. Eine kurze Fettflosse ist vorhanden. 
Chalceus-Arten sind schnell schwimmende und gut springende Schwarmfische, die sich carnivor von kleineren Fischen und Insekten ernähren.

## Systematik
Chalceus wurde bis vor kurzem der Familie Characidae zugeordnet und wurde dort in keine Unterfamilie gestellt (Incertae sedis). Im Jahr 2011 wurde die Gattung in eine selbständige, monotypische Familie gestellt, die Chalceidae (Claudio Oliveira et al., 2011).

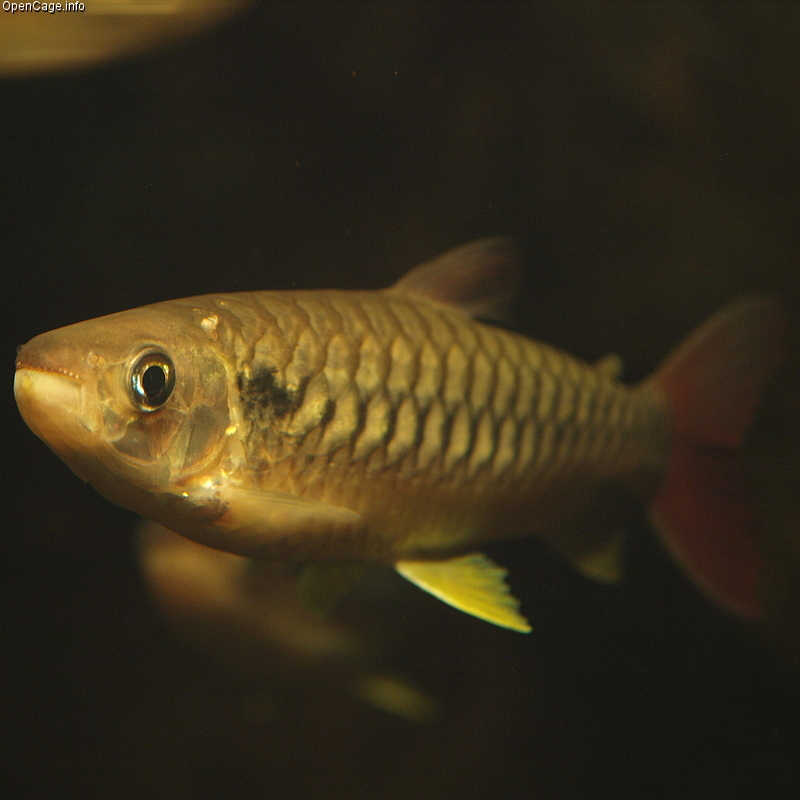
Chalceus macrolepidotus

## Arten
- Chalceus epakros Zanata & Toledo-Piza, 2004
- Chalceus erythrurus (Cope, 1870)
- Chalceus fasciatus Jardine & Schomburgk, 1841
- Chalceus guaporensis Zanata & Toledo-Piza, 200
- Chalceus latus Jardine, 1841
- Chalceus macrolepidotus Cuvier, 1818
- Chalceus spilogyros Zanata & Toledo-Piza, 2004
- Chalceus taeniatus Jardine & Schomburgk, 1841

Chalceus-Arten werden lokal als Speisefische genützt.